# Falkenberg (Märkisch-Oderland)
Falkenberg è un comune di 2 274 abitanti del Brandeburgo, in Germania.

Appartiene al circondario del Märkisch-Oderland ed è capoluogo della comunità amministrativa di Falkenberg-Höhe.

## Storia
Il 31 dicembre 2001 vennero aggregati al comune di Falkenberg/Mark (contemporaneamente ridenominato "Falkenberg") i comuni di Dannenberg/Mark e Kruge/Gersdorf.

## Geografia antropica
Il comune di Falkenberg è suddiviso nelle seguenti frazioni:
- Dannenberg/Mark, con le località di Dannenberg/Mark, Krummenpfahl, Platzfelde, Torgelow e Bodenseichen;
- Falkenberg/Mark, con le località di Falkenberg/Mark, Cöthen e Papierfabrik;
- Kruge/Gersdorf, con le località di Kruge, Gersdorf, Ackermannshof e Neugersdorf.